# Образ (информация)
Вижте пояснителната страница за други значения на Образ.
Образ на даден обект в информацията е възпроизвеждане на обекта, на информация за него или негово описание, което е сходно с обекта, но не съвпада с него.

## Свойства на образа
1. резултат от отражението на обекта върху носител на информация
2. изразява се във вид на информация
3. подобен е на обекта от някаква гледна точка
4. няма физическите характеристики на обекта
5. има физическите характеристики на носителя на информация.

## Типове
1. По вид на носителя:
  - визуален: (снимка, холограма, видео);
    - частен случай: картина

  - аудио (музика);
  - веществен (скулптура);
  - словесен: литература;
  - ментален (във въображението и органите за осезание);
  - тактилен, вкусов, мирис;
  - информационен, във вид на информация, несвързан с конкретния носител, приложим в информационните технологии, книгите, компютрите;
    - аналогов сигнал;
      - векторен, например векторна графика;
      - растерен, например растерна графика;

    - символен (знаков или цифров), например ноти, пътни знаци, компютърна графика.
2. По сложност и количество на информацията: прост и сложен.

|  | Тази страница частично или изцяло представлява превод на страницата „Образ (информация)“ в Уикипедия на руски. Оригиналният текст, както и този превод, са защитени от Лиценза „Криейтив Комънс – Признание – Споделяне на споделеното“, а за съдържание, създадено преди юни 2009 година – от Лиценза за свободна документация на ГНУ. Прегледайте историята на редакциите на оригиналната страница, както и на преводната страница, за да видите списъка на съавторите. ВАЖНО: Този шаблон се отнася единствено до авторските права върху съдържанието на статията. Добавянето му не отменя изискването да се посочват конкретни източници на твърденията, които да бъдат благонадеждни. |